# 鱗町
鱗町（うろこまち）は、石川県金沢市の町名。丁目を持たない単独町名であり、住居表示未実施区域。郵便番号は920-0971。

## 概要
鱗町は、新竪町・幸町・本多町・油車・茨木町に囲まれている。

## 沿革
- 幕末 - 加賀国石川郡金沢城下鱗町が存在。加賀藩領。
- 1871年8月29日（明治4年7月14日） - 廃藩置県により金沢県の管轄となる。
- 1872年（明治5年）- 大衆免荒町を編入。
  - 3月10日（明治5年2月2日） - 金沢県が改称して石川県となる。
- 1879年（明治12年）12月17日 - 郡区町村編制法施行により、金沢区発足。同区の町名となる。
- 1889年（明治22年）4月1日 - 市制施行により、金沢市発足。同市の町名となる。
- 1964年（昭和39年）4月1日 - 住居表示実施により、一部が本多町3丁目、幸町となる。

## 人口の変遷
国勢調査による人口の推移
| 1995年（平成7年）  | 163人 | [ 3 ] |  |
| 2000年（平成12年） | 158人 | [ 4 ] |  |
| 2005年（平成17年） | 126人 | [ 5 ] |  |
| 2010年（平成22年） | 148人 | [ 6 ] |  |
| 2015年（平成27年） | 161人 | [ 7 ] |  |

## 世帯数の変遷
国勢調査による世帯数の推移
| 1995年（平成7年）  | 88世帯  | [ 3 ] |  |
| 2000年（平成12年） | 97世帯  | [ 4 ] |  |
| 2005年（平成17年） | 71世帯  | [ 5 ] |  |
| 2010年（平成22年） | 95世帯  | [ 6 ] |  |
| 2015年（平成27年） | 110世帯 | [ 7 ] |  |

## 小中学校の校区
市立小学校に通う場合は犀桜小学校、市立中学校に通う場合は城南中学校に通う。

## 施設
- 新竪会館